# Las Grutas

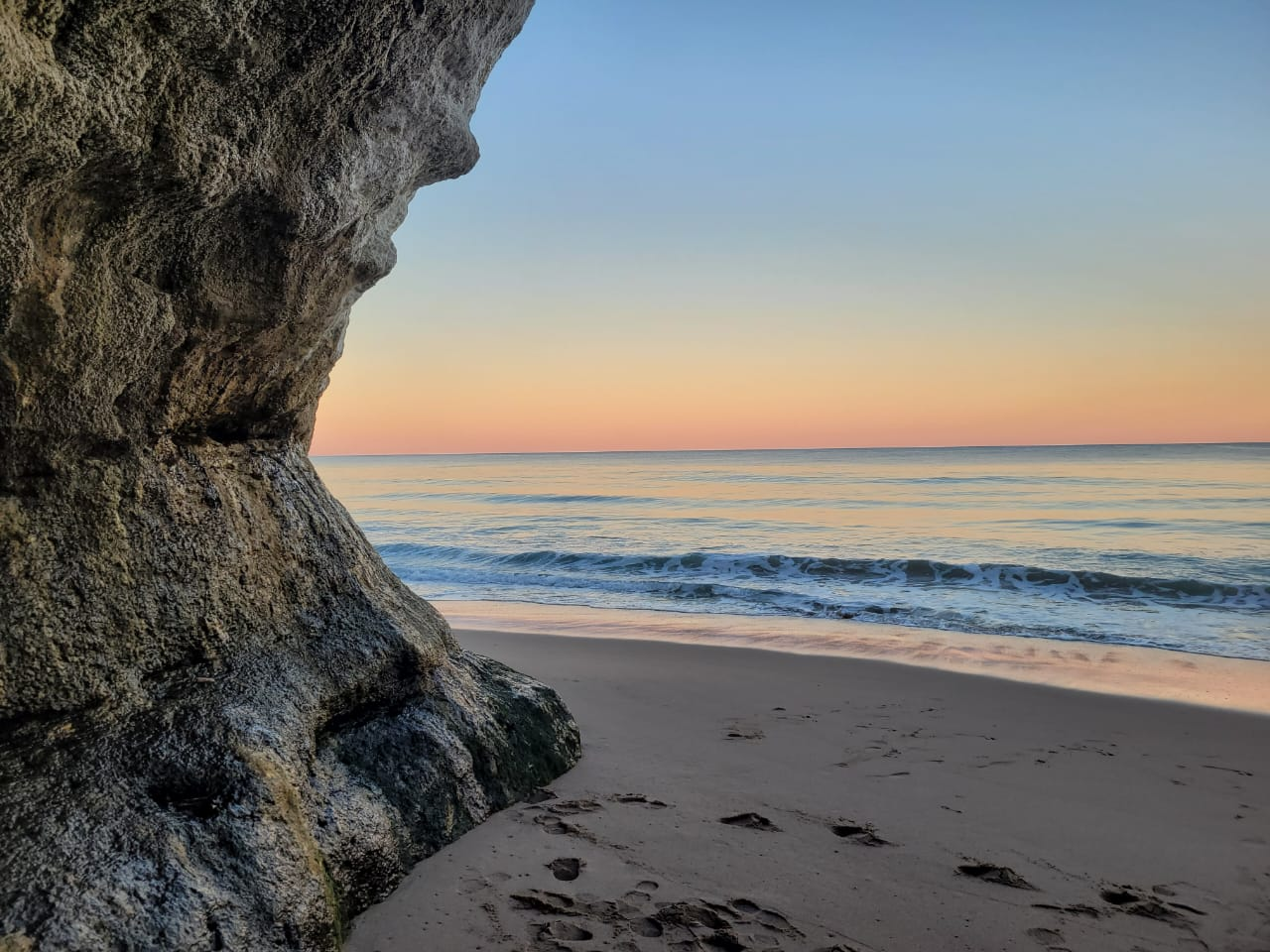
Playa de Las Grutas. Río Negro. Argentina.

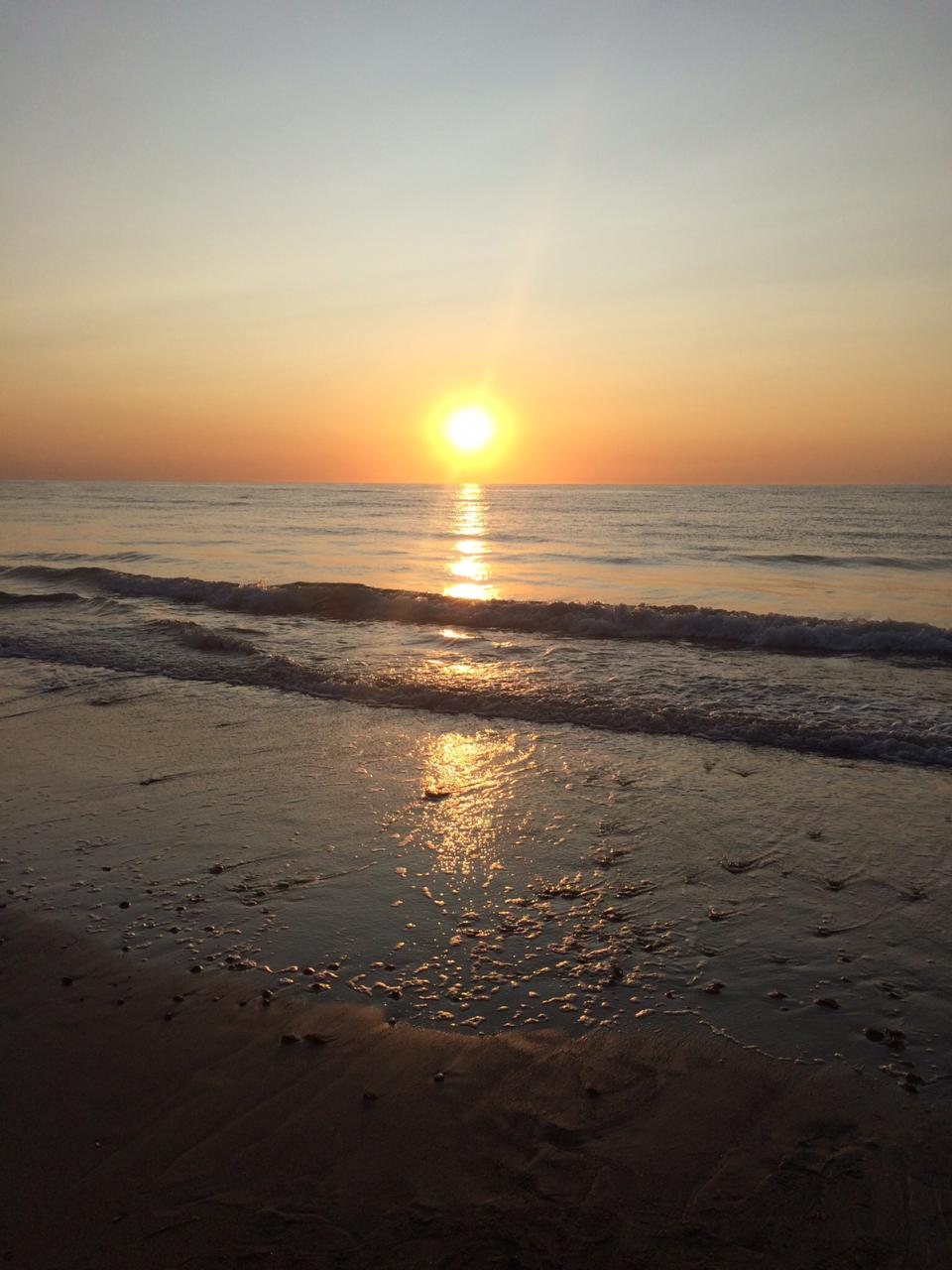
Postal tomada en Las Grutas durante el año 2020.

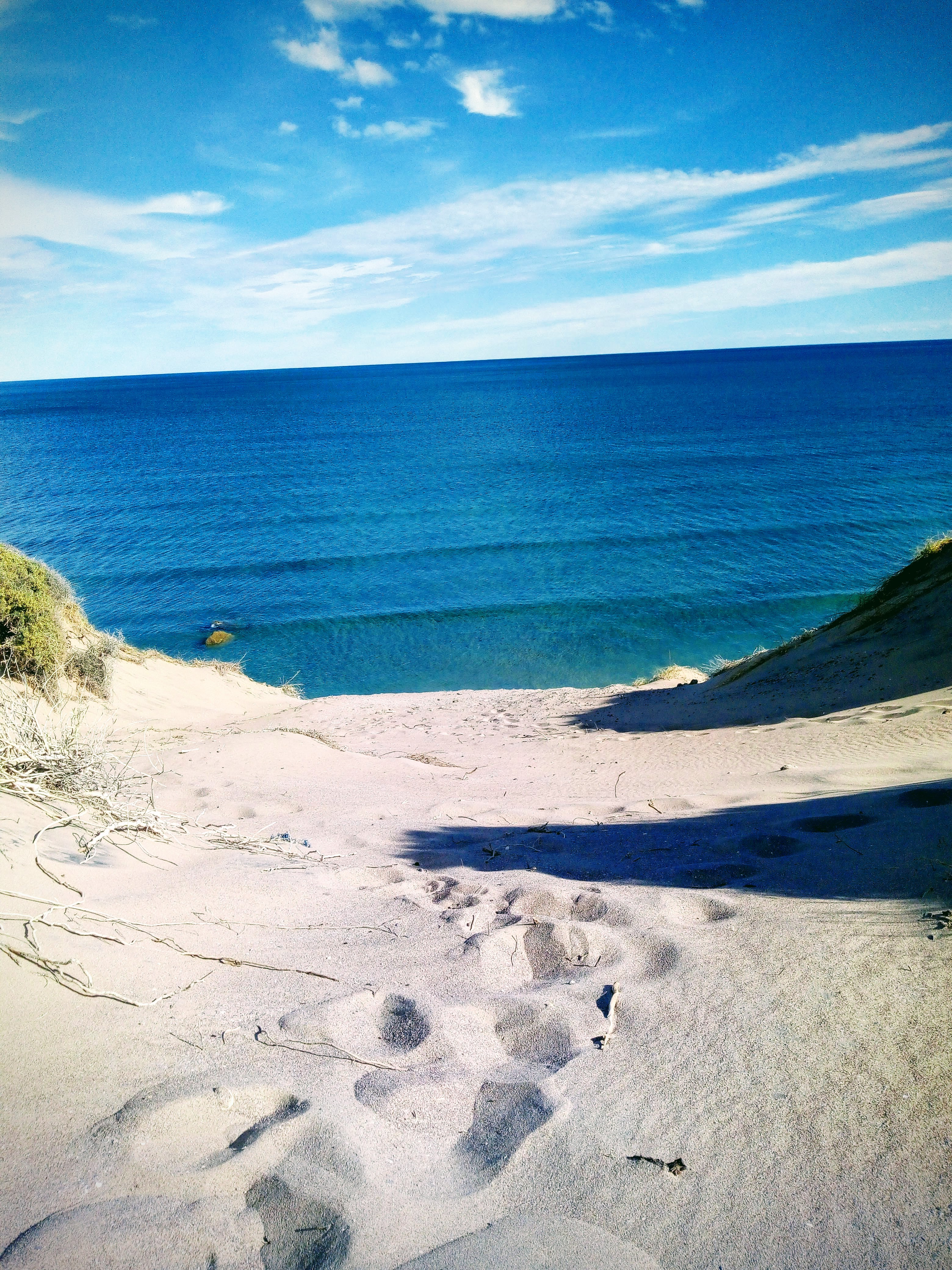
Vista al mar desde los médanos, Las Grutas

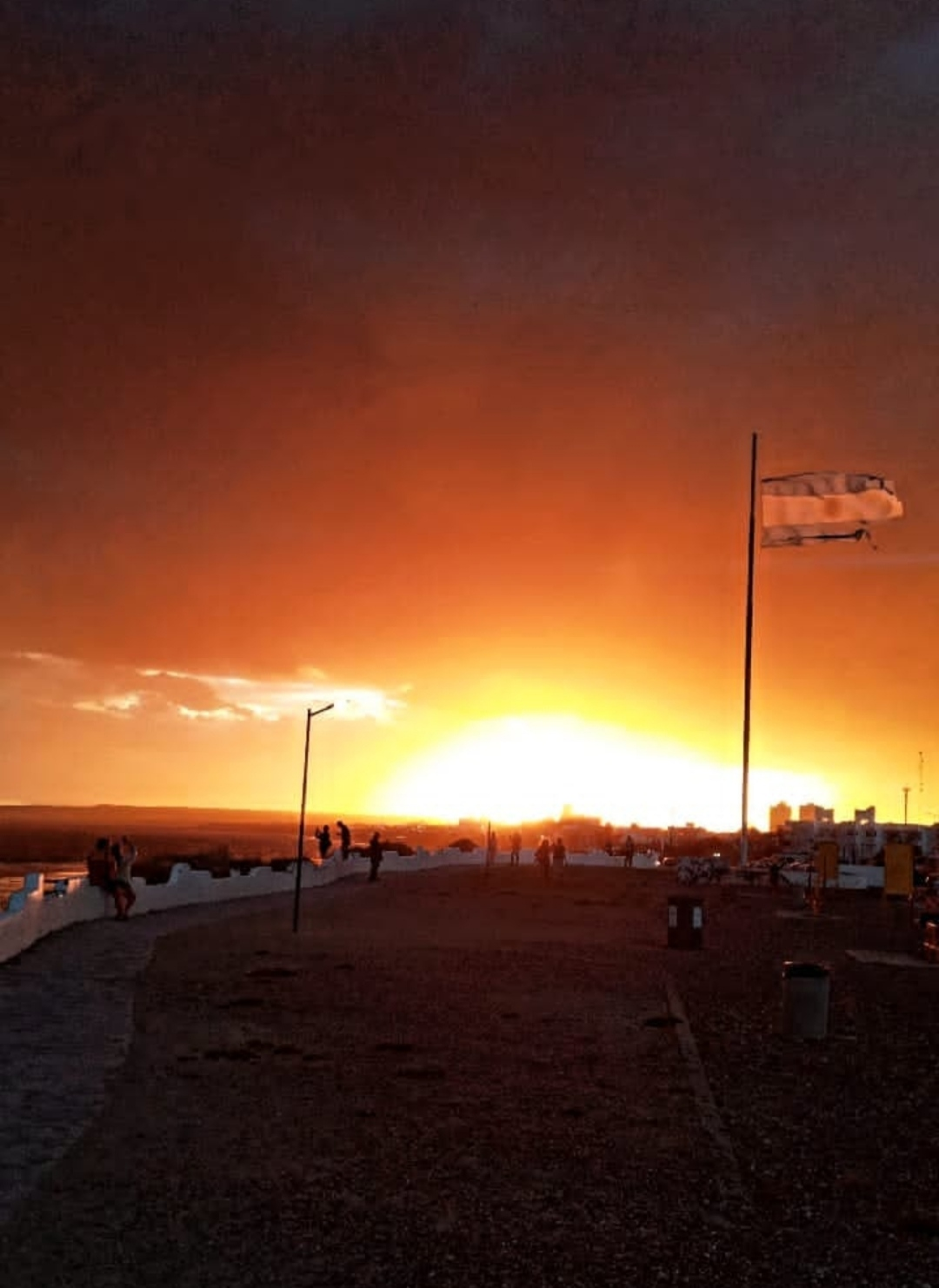
Atardecer en Las Grutas

Las Grutas es una villa balnearia argentina ubicada en la provincia de Río Negro en el noreste de la Patagonia argentina. Se encuentra dentro del extenso ejido municipal de San Antonio Oeste, el cual fue fijado el 14 de diciembre de 1973.
Es un importante balneario marítimo de la Patagonia. La villa se destaca por poseer las aguas más cálidas en la costa de Argentina, debido a que el golfo San Matías provoca el resurgir y el asoleamiento de las aguas procedentes de las corrientes cálidas del norte sobre las corrientes frías procedentes del sur, creando en la región de Las Grutas un microclima con una atractiva fauna marina y un clima muy benigno para el turismo.
En 2014 se inició un proceso para convertir a Las Grutas en un municipio propio. Si bien fue sancionada una ley provincial en 2015 cuyo propósito era crear el nuevo municipio, esta fue declarada inconstitucional por el Superior Tribunal de Justicia en 2017.

## Toponimia
Su nombre se debe a la presencia de cambiantes formaciones cavernosas labradas por la erosión  marina en los acantilados, los que poseen una altura de unos 8 metros en algunos sectores.

## Historia
Las Grutas nace como lugar de recreación de los residentes de San Antonio Oeste. En 1925, ya era visitada por habitantes de San Antonio Oeste, que llegaban para esos circunstanciales “pic-nics” de la época.
Un año clave para Las Grutas fue 1938, cuando se resolvió hacer los 14 km de huella que la separaban de San Antonio Oeste; ya en este entonces había un viejo poblador, Don Isidoro Álvarez que, como varios en la zona de médanos de la costa, tenía un rancho y un corral atendiendo una punta de chivas (pequeño rebaño de caprinos).
En 1939, un grupo de vecinos sanantonienses, que sentían el deseo de alejarse de vez en cuando, se unieron para construir un bungaló, que fue el único de la zona durante 20 años. Ellos dieron forma al primer eslabón que comenzaría a unirse en la década de 1960.
En 1945 la empresa Fanton hizo el enripiado de la ruta, hoy asfaltada.
En 1950 había algunas construcciones, por ejemplo, el salón construido por ferroviarios de La Fraternidad, el cual todavía en 2012 estaba en pie, remozado en la actual peatonal y la galería Antares.
El inicio de las gestiones oficiales se remontan al año 1955. Ese año visita la localidad de San Antonio Oeste el ministro de asuntos sociales José Basail, quien se había trasladado a la costa atlántica a efecto de comprobar la posibilidad que ofrecía el lugar.
La creación oficial del balneario ocurrió el 30 de enero de 1960, mediante el acta N.º 1, propiciada por parte del presidente del consejo municipal Rubén Breciano.
En 1980, el balneario tenía todas las características de una pujante ciudad turística, con un alto índice de construcción.
El 1 de julio de 1984 se crea la delegación municipal del balneario Las Grutas. En ese año, a través de la cooperativa de obras y servicios públicos, se retoman las gestiones ante Gas del Estado para la construcción de la red de gas, proyecto que se concretaría en el año 1987.
Se entregaron 42 lotes en lo que hoy es el barrio Residentes. Además se comienzan a construir la oficina de informes turísticos y las salas de primeros auxilios, inaugurándose al año siguiente.

En 1985 se crea el cuerpo de bomberos voluntarios.
Por ese entonces, Las Grutas ya era considerado el balneario más importante de Río Negro, y empieza a ser conocido en toda la Argentina. Se pavimenta la avenida Río Negro y el aeropuerto Saint Exupery, ubicado a medio camino entre Las Grutas y San Antonio Oeste. Se inicia el loteo y construcción del barrio Buchalafquen.
En febrero de 1988 se abre el casino, y a fines de ese año se inaugura la iluminación costanera y sector peatonal.
En febrero de 1989 se realiza la primera Fiesta Nacional del Golfo Azul. En ese mismo año se construye una nueva bajada al mar: la cuarta, y se construye el polideportivo.

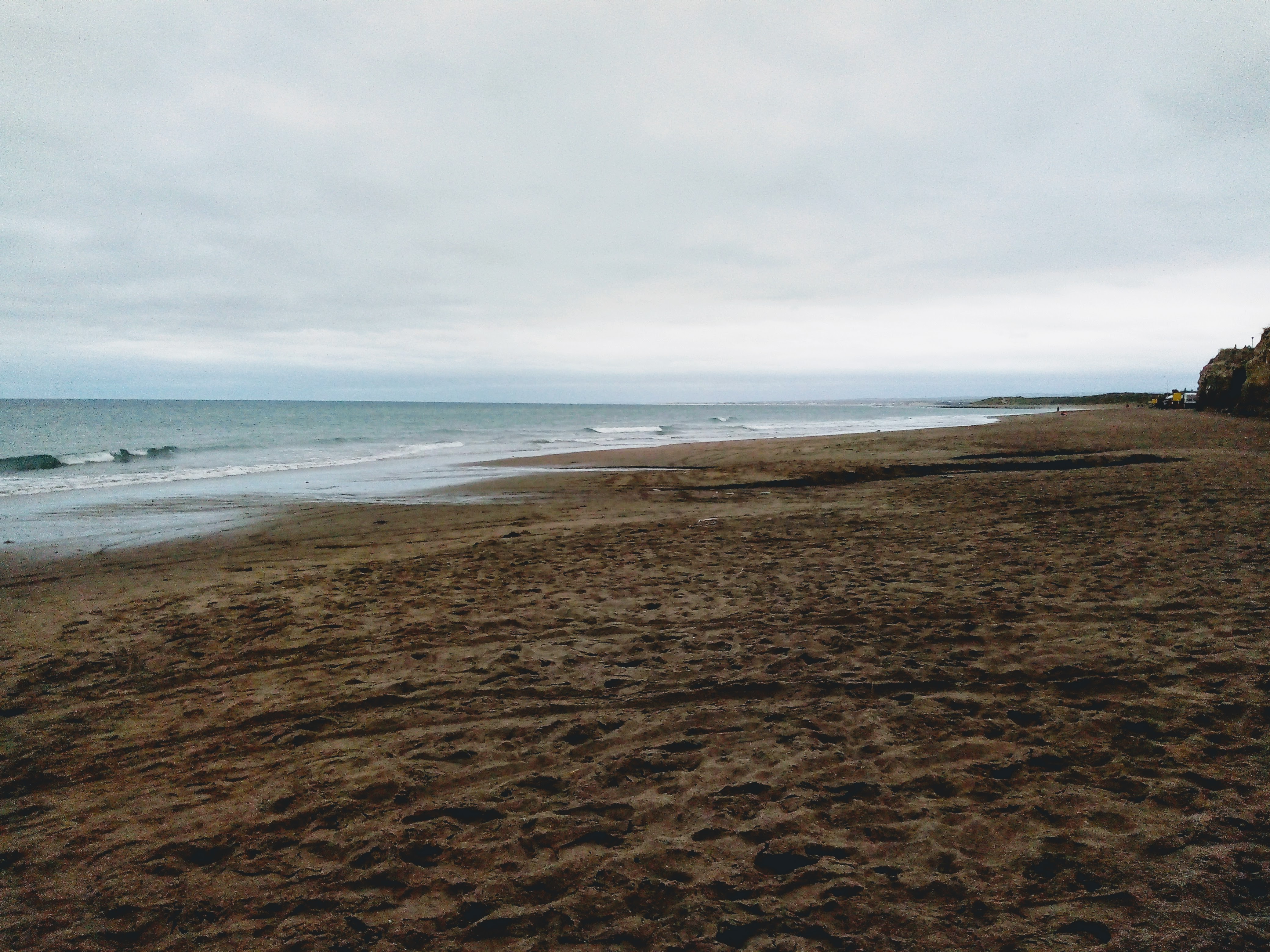
Playa Las Grutas, Bajada Cero, año 2020

El 24 de febrero de 1990 se inaugura la torre tanque, conectada al acueducto iniciado en el año 1974. Se realiza en el flamante polideportivo la segunda Fiesta Nacional del Golfo Azul, que obtiene un gran éxito.
En 1991 Las Grutas ya contaba con 760 personas residiendo en forma permanente.
Durante la década de 1990 continúan realizándose obras públicas como el cordón cuneta y las cloacas, en el sector denominado «Casco Viejo». Se pavimenta el denominado Acceso Sur de Las Grutas, permitiendo así acortar la distancia para el ingreso desde la Ruta Nacional N.º 3. Se lotean los barrios Golfo Azul, Acantilados, 28 de febrero, Terrazas al Mar y San Matías. Se inicia también el loteo de dos barrios privados: playa Serena y Los Altos del Golfo. Se construyen nuevas bajadas (hacia el sur: la Quinta, la Sexta y la Séptima, y hacia el noreste: la Bajada de Los Acantilados y la Bajada de La Rinconada).
A principios de la década de 2000, Las Grutas contaba con 2741 habitantes permanentes, y era visitada todo los años por más de 250 000 turistas.
A finales de 2004 y principios de 2005 se pavimenta el sector "Casco Viejo" del centro turístico y se extiende la peatonal. El balneario fue equipado con centros telefónicos computarizados, y el casino permanece abierto todo el año.

### Intentos de municipalización
Una parte de los habitantes permanentes intenta impulsar un proyecto para transformar a Las Grutas en un nuevo municipio. El reclamo por la municipalización de Las Grutas existe desde el año 1973, cuando un grupo de vecinos realizó el pedido en Viedma, capital de la provincia, al por entonces gobernador Mario Franco.
Sin embargo, la iniciativa fue rechazada tanto por el poder ejecutivo provincial como por la Justicia de la provincia de Río Negro en reiteradas ocasiones.
Dentro de los fundamentos utilizados por los que buscan transformar a Las Grutas en un municipio se encuentran la relevancia que ha alcanzado el balneario a nivel nacional, y la necesidad de contar con autoridades electas propias. Los que se oponen a dicha iniciativa argumentan que Las Grutas, San Antonio Este y San Antonio Oeste conforman una sola unidad administrativa, y que el centro de veraneo y el puerto no poseen el número de residentes suficientes para ser considerados como municipio.
El 4 de junio de 2014 el gobernador de Río Negro, Alberto Weretilneck, firmó el proyecto de ley enviado a la legislatura de Río Negro impulsando la creación del Municipio de Las Grutas.
El 4 de diciembre de 2015, se aprobó en la Legislatura de Río Negro en 2° vuelta la ley para la conformación del municipio de Las Grutas y se notificó a la Junta electoral de SAO para que llame a referéndum en un plazo de noventa días, donde como dicta la ley solo votarían los vecinos de la localidad a escindirse.
A pesar de la sanción de la ley 2353 el referéndum fue suspendido por la justicia, quedando pendiente a una resolución del Tribunal Superior de Justicia de Río Negro.
Para 2016, la Fiscalía de Estado se presentó en defensa de la ley cuando se pidió la nulidad. En caso de resolver la cuestión a favor de la municipalización, San Antonio apelaría a la Corte Suprema. En el mismo año, hubo quejas de vecinos de que el gobierno municipal de San Antonio pretendía vender propiedades del municipio en caso de concretarse la municipalización.
En 2017 la ley de municipalización fue declarada inconstitucional y nula por el Superior Tribunal de Justicia de Río Negro, justificando el fallo con que esta no obtuvo la mayoría necesaria de dos tercios de los legisladores. El gobierno provincial anunció que no apelaría el fallo ante la Corte Suprema de la Nación, argumentando que esta no interviene en asuntos municipales.
A pesar del fallo adverso, el movimiento político que apoya la municipalización no se detuvo. De este modo, desde mediados de 2024 el movimiento pro municipalidad resurgió con fuerza para proponer un nuevo proyecto de municipalización que cuenta con el apoyo de los partidos PRO y UCR; mientras que el peronismo y JSRN niegan apoyó al proyecto. Los vecinos siguen aludiendo al abandono sistémico, falta de planeamiento, los negocio inmobiliario e a los intereses económicos que benefician solo al municipio sanantoniense.`Para marzo de 2025 legisladores del PRO presentaron un nuevo proyecto la iniciativa fue creada íntegramente por la ciudadanía según los legisladores y propone establecer un referéndum solo para los registrados en el padrón electoral grutense. La segregación del ejido crearía una nueva cuyos límites serían: al norte desde el Aeropuerto Antoine Saint Exupery, el Departamento Valcheta al oeste, desde ese punto -hacia el sur-hasta la línea del ejido de Sierra Grande; y, por último, desde allí rumbo este hacia el Océano Atlántico. El nuevo Municipio sería conducido por un interventor organizador, designado por el ejecutivo provincial, a los fines de articular, ejecutar y desarrollar todas las acciones necesarias para la organización jurídica, política, contable y administrativa. Además, se crearía una comisión asesora para el ordenamiento institucional de la nueva Municipalidad.

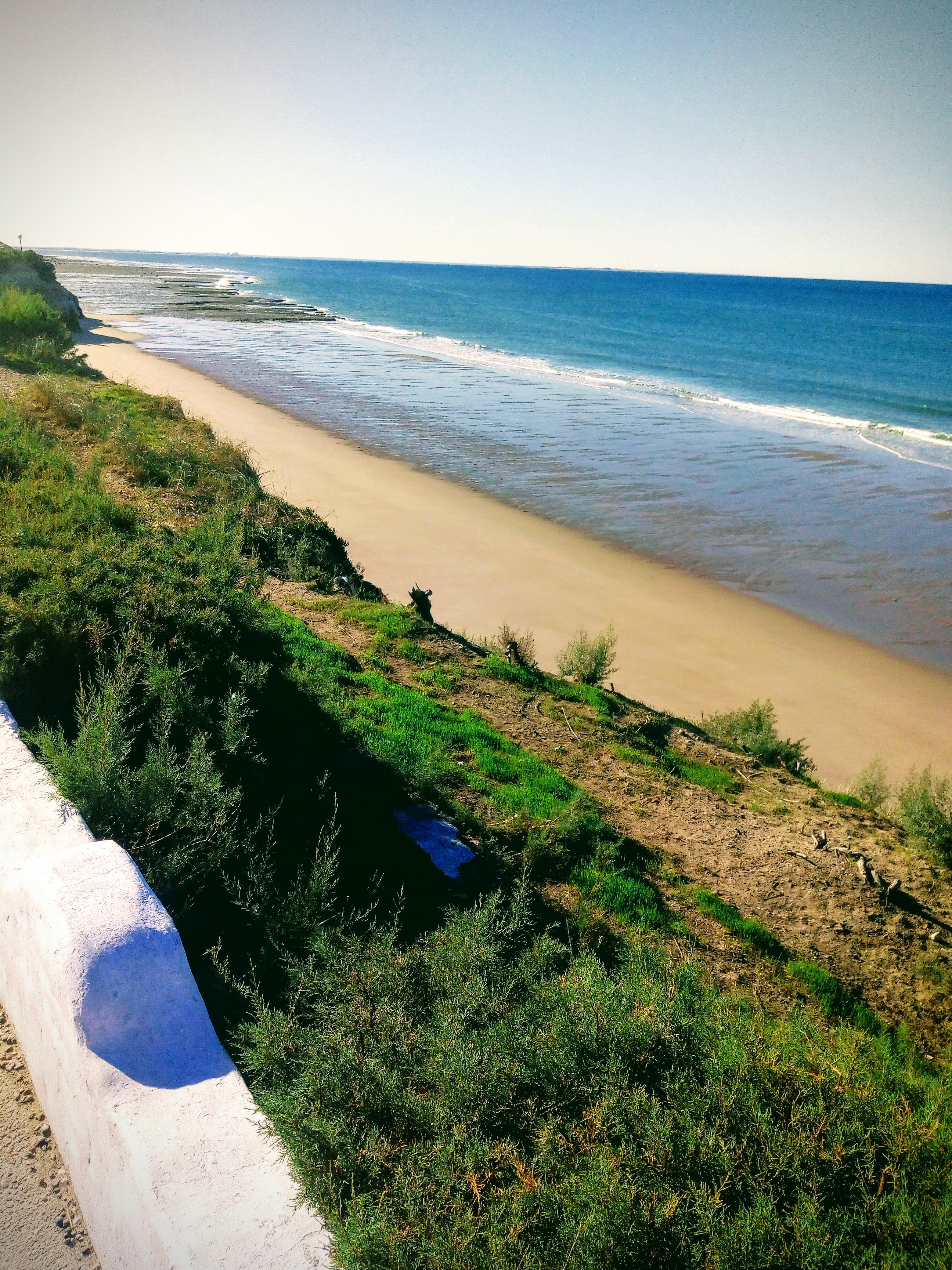
Las Grutas, Primera Bajada, mayo de 2020

## Población

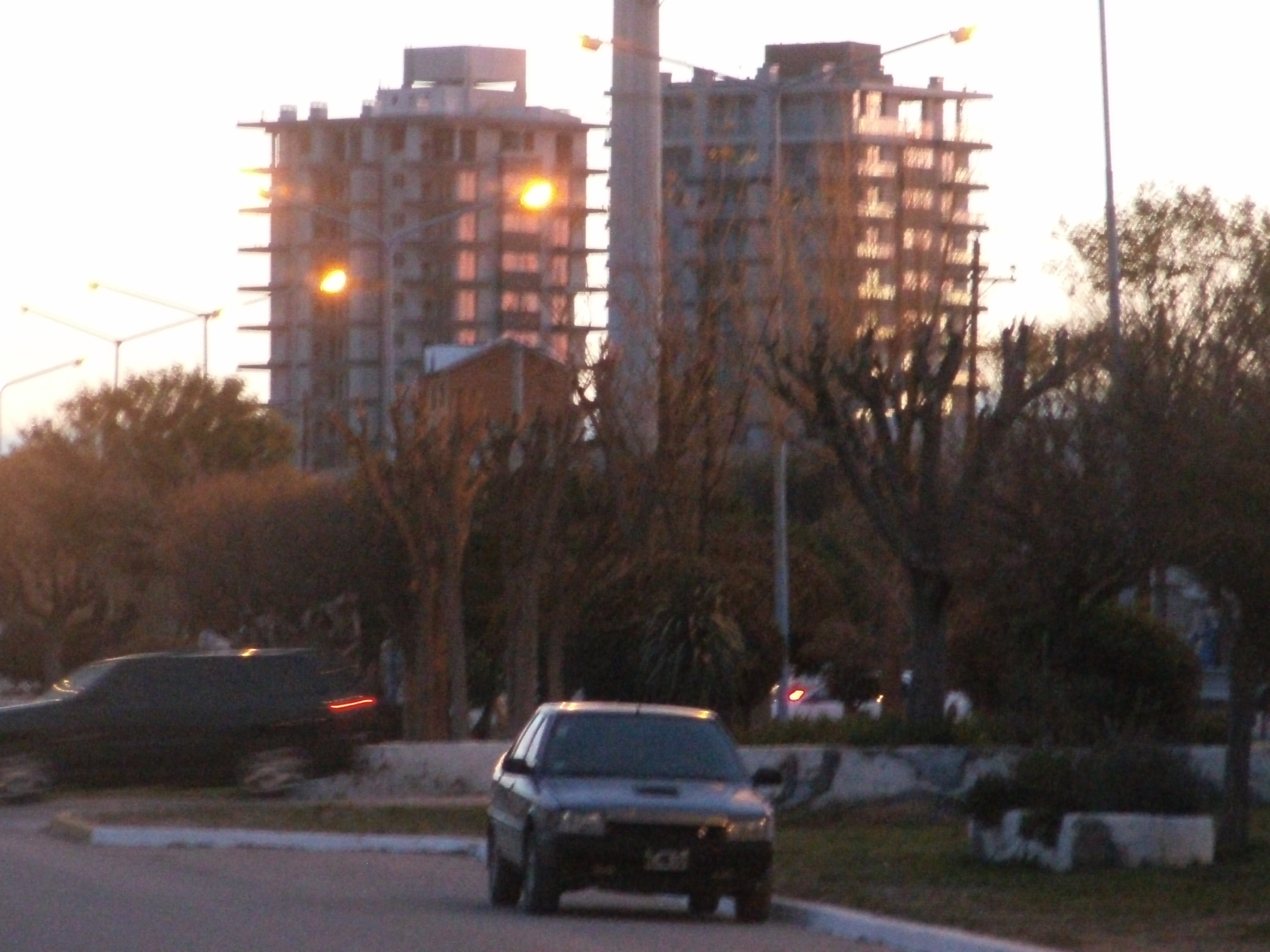
Primeras torres de altura de la ciudad, con 12 pisos.

La población de Las Grutas tuvo un gran incremento en 2001 cuando registró 2714 habitantes (Indec, 2001) Posteriormente, se informaron 4807 habitantes (Indec, 2010). Es considerado el segundo centro turístico de la provincia detrás de Bariloche. Hay que mencionar también que es una de las localidades de mayor crecimiento de la provincia tanto en población como en índice de construcción.
Solo teniendo en cuenta a la población en viviendas particulares, es decir, excluyendo la población institucional y las personas sin hogar se calculó en 6377personas de forma aproximadamente para 2022.

### Barrios de Las Grutas
La localidad se encuentra dividida en 13 barrios bien diferenciados entre sí: La Rinconada, Terraza al Mar, Golfo Azul, Ampliación del Golfo, Los Acantilados, Villarino, Industrial, Peumayen, Residentes, Casco Viejo, Centro, Golfo San Matías, Bucha Laufquen, Playa Serena (que en un principio se ideó como barrio privado) y El Alto.

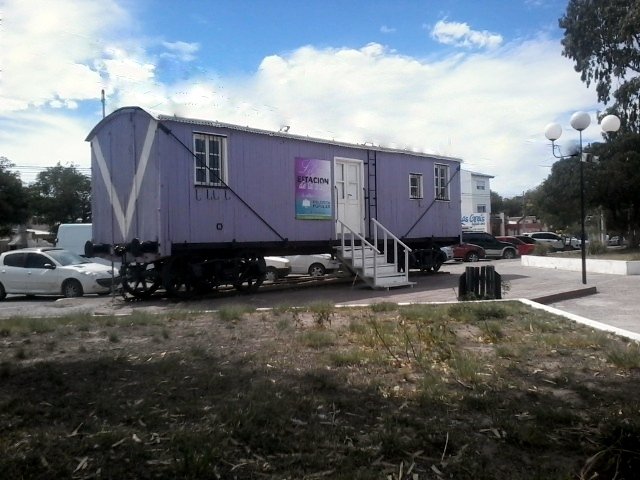
Vagón antiguo usado como biblioteca en la plaza principal de Las Grutas

| Gráfica de evolución demográfica de Las Grutas entre 1991 y 2022           |
|                                                                            |
| Fuentes: censos nacionales del INDEC e información de mapa.poblaciones.org |

## Clima
Las temperaturas máximas absolutas alcanzan, durante el verano (es decir, entre diciembre a marzo), los 47  °C, con promedios térmicos de 30 °C.

La geografía de la zona costera (golfo), la amplitud de mareas, el sistema de circulación de las corrientes costeras, las altas temperaturas del verano y la escasez de precipitaciones pluviales (600 mm anuales), son factores que contribuyen a elevar la temperatura del agua de mar.
Por su relativamente alta latitud geográfica, posee una gran luminosidad estival, con aproximadamente 11 horas de luz solar a pleno. La transparencia del mar y su agradable temperatura lo hacen un lugar muy apreciado para la práctica del buceo.
Las temperaturas de sus aguas, sin llegar a ser cálidas, son las más agradables del litoral marítimo argentino, con temperaturas entre los 24 y los 25 °C. Sus aguas tibias y transparentes hacen del lugar un sitio único para los deportes de mar tales como el windsurf, jet-ski, esquí acuático, buceo deportivo, entre otras.
La playa es llamada la «Playa de la Patagonia», su zona de influencia y servicios se extiende a lo largo de unos 3 km y un ancho máximo de 1 km durante la bajamar, con una suave pendiente inferior al 1%, oscilando las mareas entre los 8 y 10 metros respecto a la profundidad de las aguas.
| Parámetros climáticos promedio de Las Grutas, Río Negro (1997–2011) | Parámetros climáticos promedio de Las Grutas, Río Negro (1997–2011) | Parámetros climáticos promedio de Las Grutas, Río Negro (1997–2011) | Parámetros climáticos promedio de Las Grutas, Río Negro (1997–2011) | Parámetros climáticos promedio de Las Grutas, Río Negro (1997–2011) | Parámetros climáticos promedio de Las Grutas, Río Negro (1997–2011) | Parámetros climáticos promedio de Las Grutas, Río Negro (1997–2011) | Parámetros climáticos promedio de Las Grutas, Río Negro (1997–2011) | Parámetros climáticos promedio de Las Grutas, Río Negro (1997–2011) | Parámetros climáticos promedio de Las Grutas, Río Negro (1997–2011) | Parámetros climáticos promedio de Las Grutas, Río Negro (1997–2011) | Parámetros climáticos promedio de Las Grutas, Río Negro (1997–2011) | Parámetros climáticos promedio de Las Grutas, Río Negro (1997–2011) | Parámetros climáticos promedio de Las Grutas, Río Negro (1997–2011) |
| Mes                                                                 | Ene.                                                                | Feb.                                                                | Mar.                                                                | Abr.                                                                | May.                                                                | Jun.                                                                | Jul.                                                                | Ago.                                                                | Sep.                                                                | Oct.                                                                | Nov.                                                                | Dic.                                                                | Anual                                                               |
| ------------------------------------------------------------------- | ------------------------------------------------------------------- | ------------------------------------------------------------------- | ------------------------------------------------------------------- | ------------------------------------------------------------------- | ------------------------------------------------------------------- | ------------------------------------------------------------------- | ------------------------------------------------------------------- | ------------------------------------------------------------------- | ------------------------------------------------------------------- | ------------------------------------------------------------------- | ------------------------------------------------------------------- | ------------------------------------------------------------------- | ------------------------------------------------------------------- |
| Temp. máx. abs. (°C)                                                | 39.2                                                                | 39.8                                                                | 36.4                                                                | 29.6                                                                | 31.0                                                                | 21.3                                                                | 22.7                                                                | 24.1                                                                | 26.8                                                                | 34.4                                                                | 35.6                                                                | 37.1                                                                | 39.8                                                                |
| Temp. máx. media (°C)                                               | 26.2                                                                | 26.7                                                                | 24.1                                                                | 19.6                                                                | 15.3                                                                | 12.4                                                                | 12.5                                                                | 14.5                                                                | 16.1                                                                | 18.3                                                                | 22.7                                                                | 26.4                                                                | 19.6                                                                |
| Temp. media (°C)                                                    | 21.0                                                                | 20.9                                                                | 18.9                                                                | 14.3                                                                | 10.6                                                                | 8.0                                                                 | 7.7                                                                 | 9.4                                                                 | 11.0                                                                | 13.1                                                                | 17.6                                                                | 20.7                                                                | 14.4                                                                |
| Temp. mín. media (°C)                                               | 15.8                                                                | 15.2                                                                | 13.4                                                                | 9.0                                                                 | 6.3                                                                 | 4.1                                                                 | 3.2                                                                 | 4.2                                                                 | 5.8                                                                 | 7.7                                                                 | 12.1                                                                | 15.2                                                                | 9.3                                                                 |
| Temp. mín. abs. (°C)                                                | 6.9                                                                 | 5.8                                                                 | 1.5                                                                 | -1.3                                                                | -3.8                                                                | -4.9                                                                | -6.0                                                                | -7.3                                                                | -4.8                                                                | -2.4                                                                | 0.8                                                                 | 5.2                                                                 | -7.3                                                                |
| Precipitación total (mm)                                            | 15.7                                                                | 16.1                                                                | 47.1                                                                | 9.7                                                                 | 16.9                                                                | 6.8                                                                 | 6.9                                                                 | 6.1                                                                 | 8.4                                                                 | 40.3                                                                | 12.9                                                                | 5.8                                                                 | 189.9                                                               |
| Fuente: Departamento Provincial de Aguas                            |                                                                     |                                                                     |                                                                     |                                                                     |                                                                     |                                                                     |                                                                     |                                                                     |                                                                     |                                                                     |                                                                     |                                                                     |                                                                     |

## Turismo
Las Grutas es la más grande y más famosa de las playas patagónicas y es parte del trío de balnearios rionegrino, que conforma con El Cóndor y Playas Doradas, a la que se suma la cercanía de Puerto Madryn. El motor que impulsa la economía y subsistencia es el turismo; las plazas en 2012 fueron 25.000. Aunque hace algunos años el lugar tiene una población estable, esta se multiplica varias veces en el verano. Por ejemplo, en la temporada 2014/15, la ciudad acogió aproximadamente 600.000 visitantes, todo un récord para esta playa.

### Principales actividades e infraestructura
La principal actividad de los turistas son los balnearios, especialmente los que van desde la Bajada Cero hasta la Sexta. Cada bajada cuenta con un parador, en general un restaurante o bar con terrazas al mar. Debido al régimen de mareas, algunos de estos paradores están empotrados en los acantilados, mientras hay también otros que están sobre la playa. Se desarrollan espectáculos, siendo los más importantes las presentaciones de Soda Stereo el 1 y 2 de febrero de 1986 en Carpa Las Grutas.

#### Rasgos característicos
Uno de los rasgos más característicos de la localidad son sus acantilados y las "grutas" que la erosión marina ha labrado en ellos y que han dado el nombre a la población. Debido a los abruptos acantilados, para acceder a la playa hay que bajar por unas escaleras conocidas localmente como bajadas. En esos acantilados se forman los accidentes geográficos que dan nombre a la villa, las grutas, que pueden alcanzar una altura de 3 o 4 metros y un ancho de 20 metros.
Aunque quizás a estas bellezas fisiográficas lo que más destaca a esta población balnearia en plena Patagonia son sus aguas marítimas cálidas, las que alcanzan una temperatura de entre 22 y 24 °C en verano. Esto se debería a dos factores, uno oceanográfico y otro atmosférico: el poco movimiento de las corrientes marinas en la zona —al estar el golfo San Matías semi encerrado— y a que el intenso sol estival calienta la arena y las piedras costeras expuestas durante la bajamar, por lo que dicho calor es traspasado a las aguas en la pleamar, pues la zona posee un amplio régimen de mareas, las cuales suelen retirar al mar unos 100 m y volverlo a su anterior nivel cada 6 horas.
El estilo arquitectónico dominante es el mediterráneo. Hace algunas décadas, el artista uruguayo Carlos Páez Vilaró visitó esta localidad y dejó como recuerdo algunos murales. Debido a esta visita, se decidió que en la villa se usaría el estilo que el artista usó en su Casa Pueblo, cerca de Punta del Este. En ambas, la falta de líneas rectas, los colores blancos y pasteles y la frescura marina reinan en las decoraciones y los edificios.
La Comisión de Turismo de Las Grutas adquirió y cedió a la Municipalidad el vetusto barco "Don Félix" para que al ser depositado sobre el lecho marino se forme un arrecife artificial y así quede constituido el primer parque submarino Las Grutas-Río Negro en el año 2007. Muchos vecinos nucleados en la nombrada Comisión de Turismo de Las Grutas - empresas privadas, funcionarios públicos nacionales, provinciales y municipales, entre otras organizaciones, hicieron que esto fuese posible, y Las Grutas tenga así el primer parque submarino de la provincia de Río Negro.

### Playa
A lo largo de 3 km bordeando el mar se extiende la costanera, con su blanco muro curvilíneo al estilo mediterráneo. En el sector entre la bajada Cero y la Primera Bajada se hallan excavados en el suelo rocoso varios piletones, que hacen las delicias de chicos y grandes, especialmente en las horas de bajamar. Sobre la playa principal los acantilados dan un marco pintoresco y singular,  sirviendo de abrigo de los vientos de la Patagonia y generando el microclima ideal para disfrutar plenamente del mar. Durante los meses de verano existen amplios períodos de luz solar, 11 horas aproximadamente, debido a la orientación de la playa.

#### Bajadas
Existen nueve bajadas y seis paradores con todos los servicios de playa, donde la actividad se extiende desde la mañana muy temprano hasta la noche.

##### Primeras bajadas

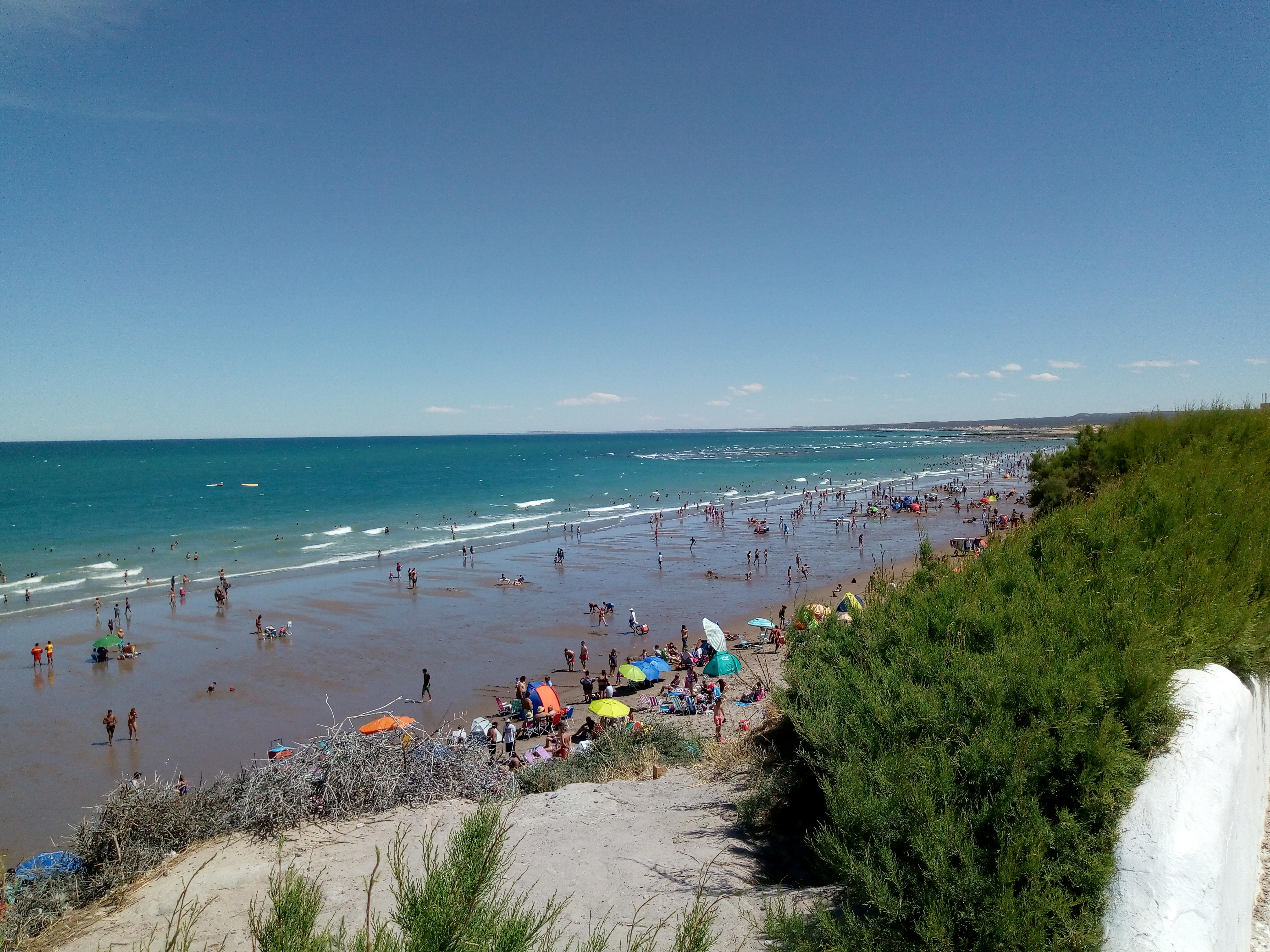
Imagen de la primera bajada, en 2019

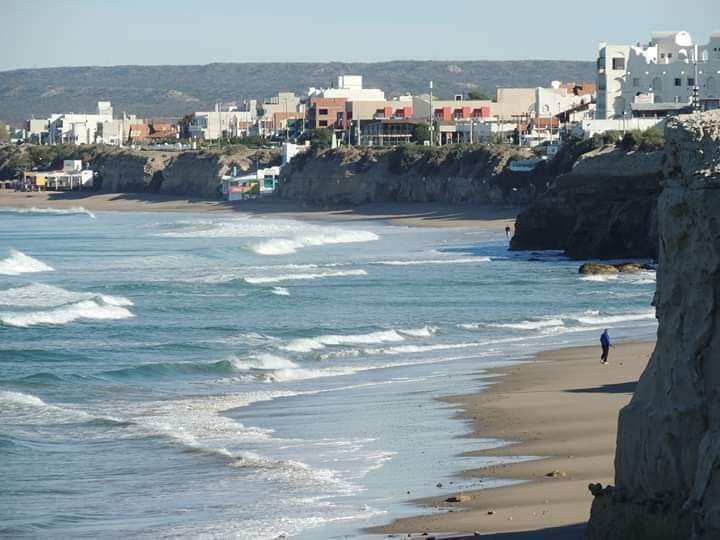
Primera bajada del balneario Las Grutas

La primera Bajada desde el noreste es la de la zona denominada "Terrazas al Mar", seguida por "28 de febrero" o "la Rinconada". Luego sigue "Los Acantilados", construida en 2001. Sirve a una parte del balneario próxima al centro, en donde predominan grandes complejos. "Del A.C.A./La Rueda" son dos bajadas muy próximas no muy conocidas que son utilizadas por el Automóvil Club Argentino y su complejo de hoteles, bungalows y campamentos.

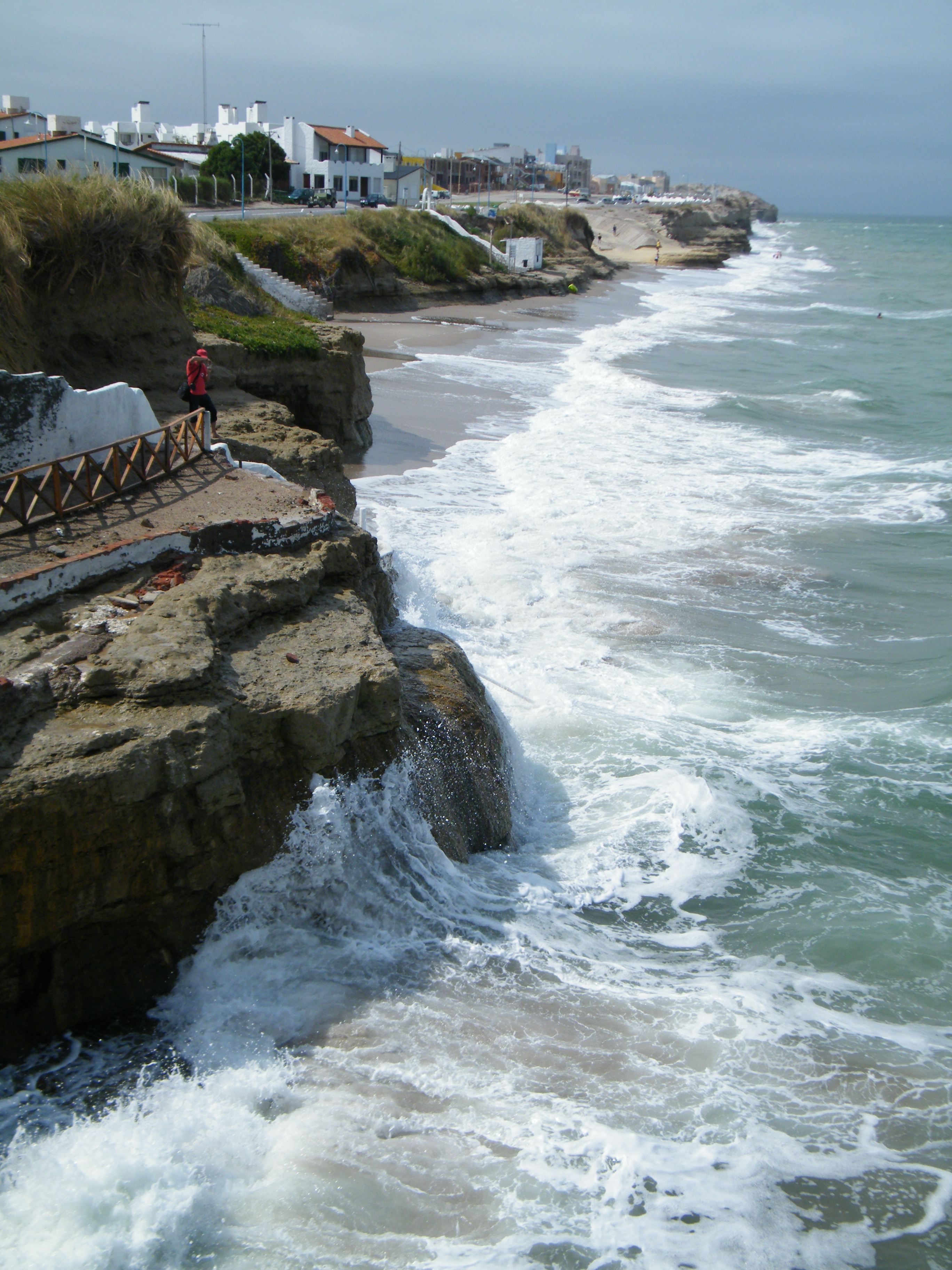
Panorámica de Las Grutas con marea alta

##### Bajadas céntricas
Siguiendo el orden noreste/sudoeste (el de la trama del balneario), vienen las bajadas "Cero", "Primera" y "Segunda". Estas son las primeras que tienen playa con arena hasta el mar, encontrándose en las anteriores un piso de piedra suave llamado restinga. Estas tres playas coinciden con el centro de la villa y es el lugar más elegido para zambullirse en el mar.

##### Tercera bajada

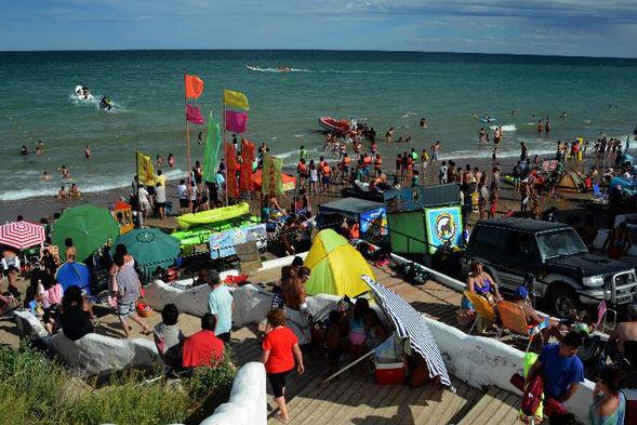
La tercera bajada desde las escaleras de acceso
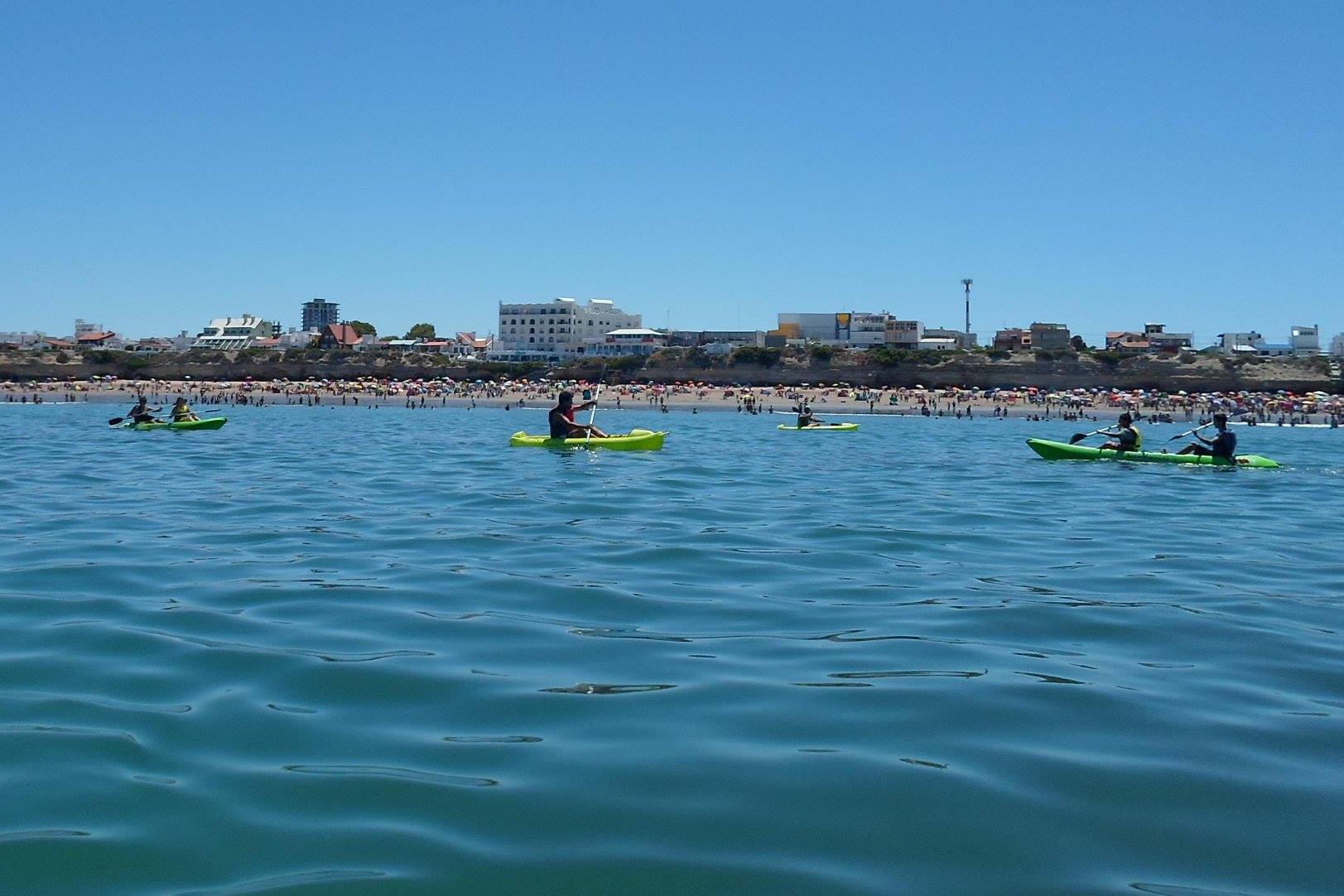
Las Grutas desde el mar y en kayak.

La bajada "Tercera" es una de las más importantes, ya que es la única que cuenta con una rampa para embarcaciones. Sobre ella se encuentran los baños públicos. En la bajada, pero arriba de los acantilados, se encuentra el primer gran complejo de Las Grutas, el "complejo Casablanca". Esta bajada es la primera que contó con un parador en la playa.
Es la bajada elegida para la práctica de deportes náuticos.

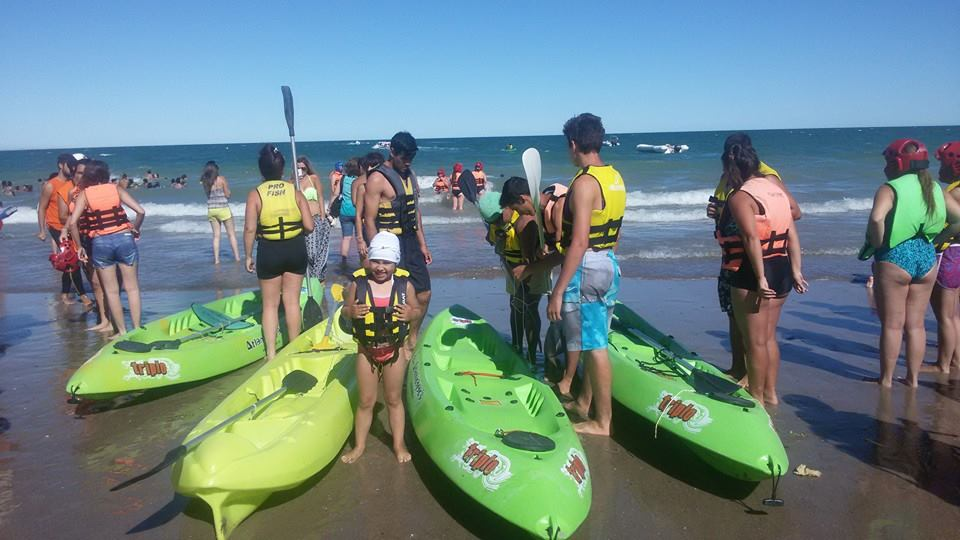
Alumnos de la escuelita de kayak "Las Grutas Kayak"
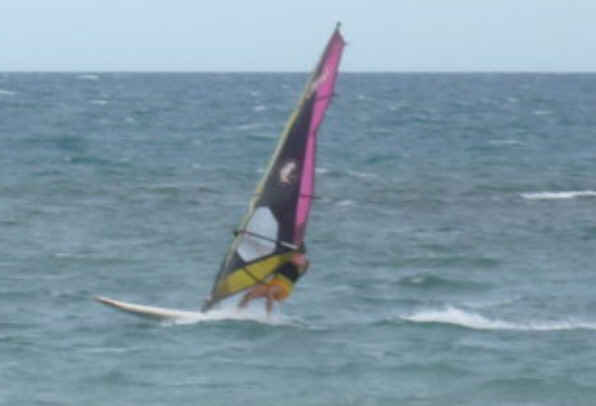
Práctica de Windsurf
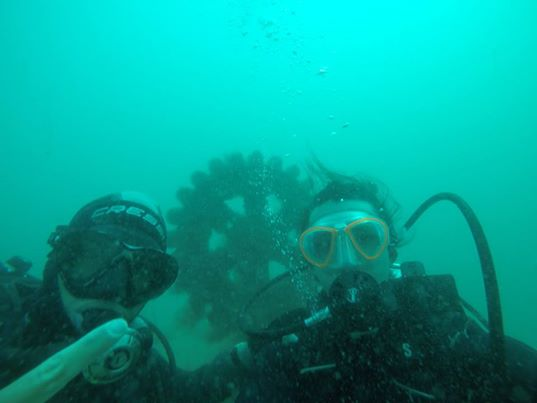
Buceando con "Cota Cero"
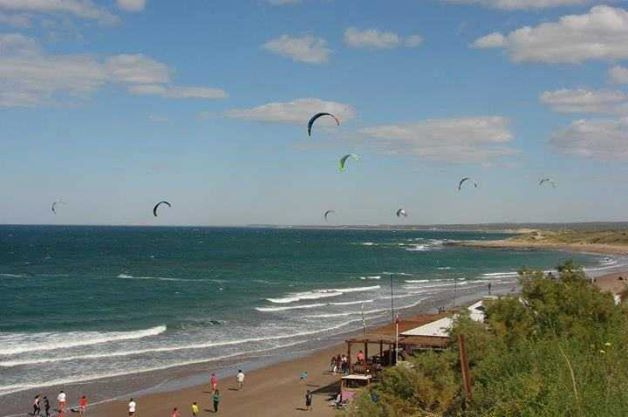
Práctica de Kitesurf con "Costa Sur Kite School"

Ahora se está extendiendo la práctica del padlesurf. 
En esta bajada se ubican las motos de agua utilizadas por prefectura y los guardavidas, por lo que la navegación frente a ella es segura ya que está constantemente vigilada.

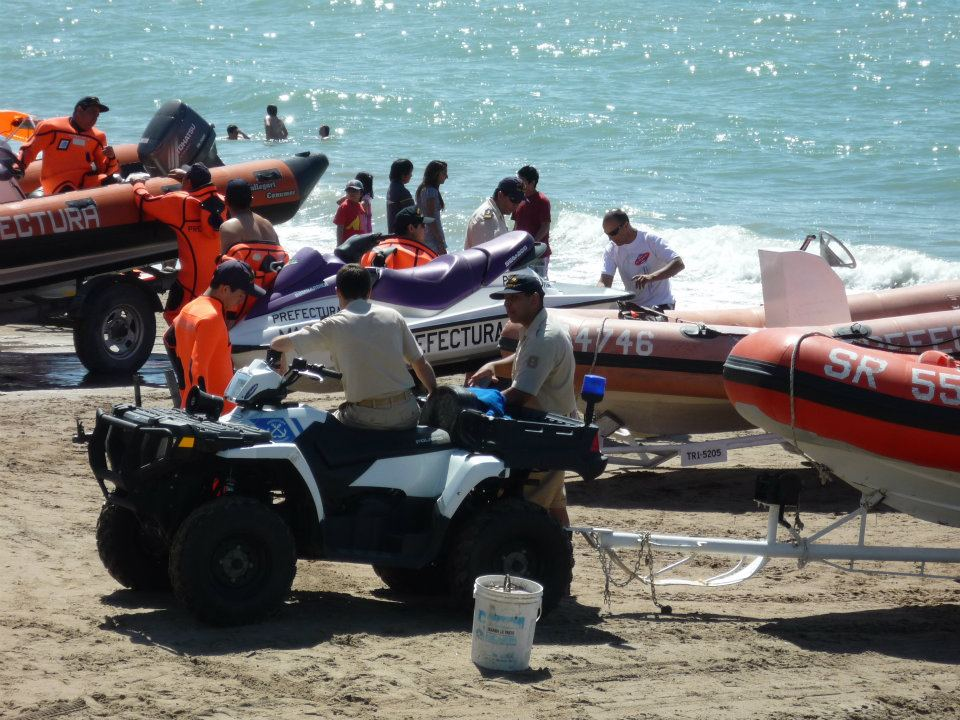
El equipamiento de Prefectura Naval Argentina asegura la tranquilidad de los navegantes.
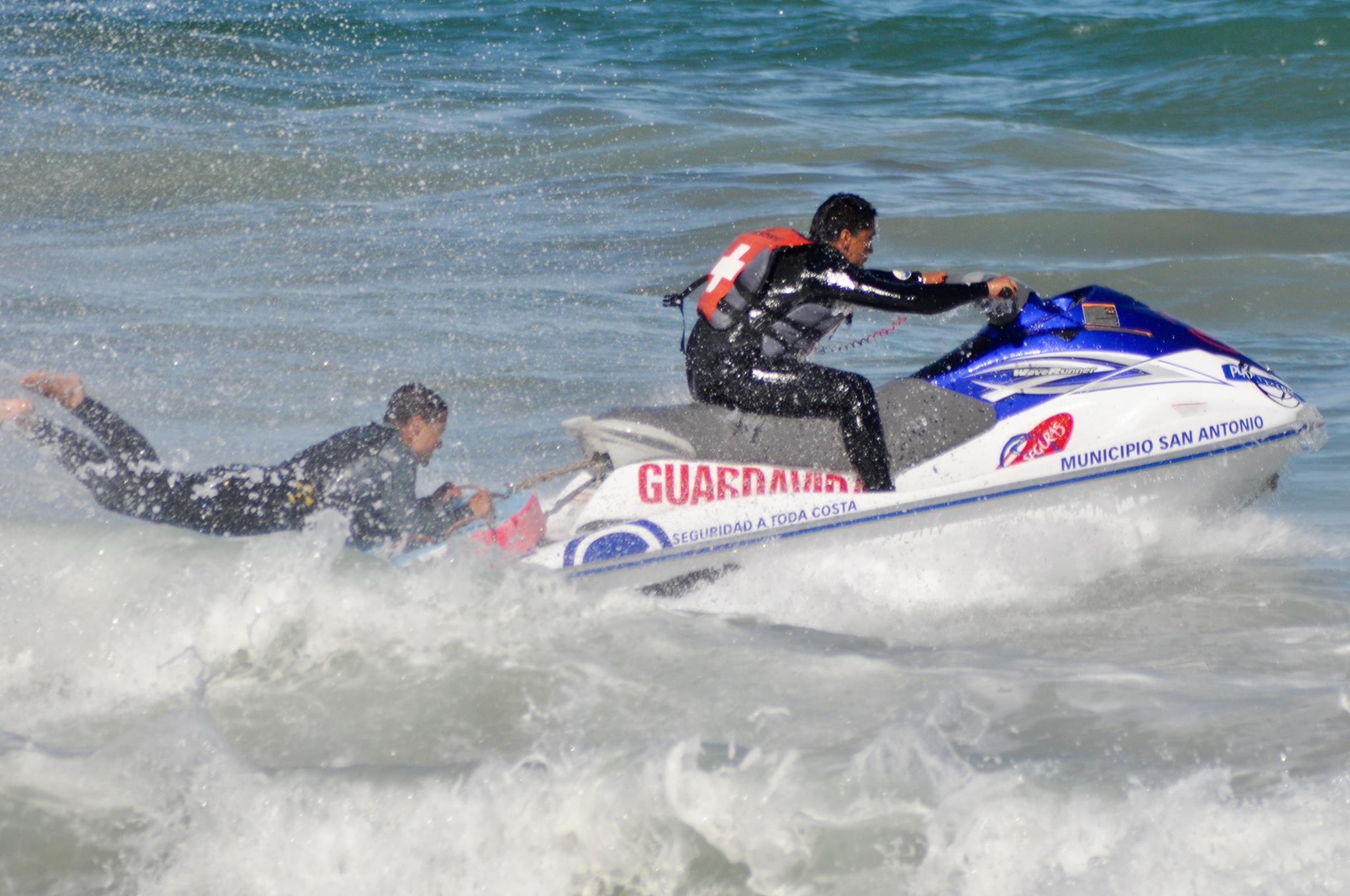
Guardavidas de Las Grutas en acción para el rescate de un bañista.

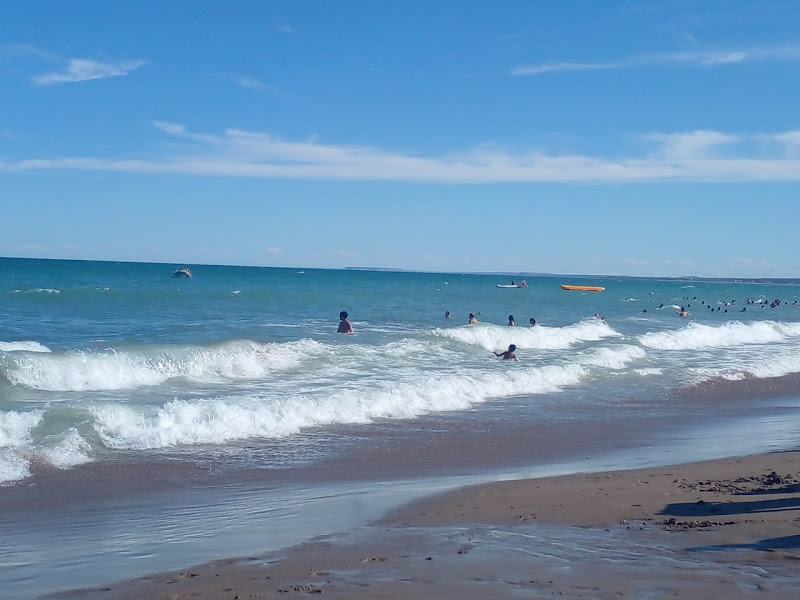
Playa de veraneo familiar

##### Últimas bajadas
Las últimas bajadas son: "Cuarta", "Quinta", "Sexta" y "Séptima". La "Cuarta" y la "Quinta" son conocidas por ser frecuentadas por jóvenes. Son las que tienen los paradores más activos. Generalmente, desde allí se organizan campeonatos de truco, castillos de arena, etcétera. En la cuarta, todos los días de la temporada se brinda una clase de gimnasia desde la terraza. Estas dos bajadas son el punto de partida de los empleados de "Recreación Río Negro", sección de la Secretaría de Turismo de la provincia de Río Negro, desde la cual se organizan todo ese tipo de actividades.

La "Sexta" y la "Séptima" no son muy concurridas. Lo más notables son las canchas de vóley playa y los toboganes de la Séptima.

#### Alojamiento
Las Grutas cuenta con una importante infraestructura de alojamiento. Hay varios hoteles desde 1 hasta 4 estrellas. También hay hoteles con el sistema apartotel.

Se puede optar por cámpines, de los cuales hay varios.

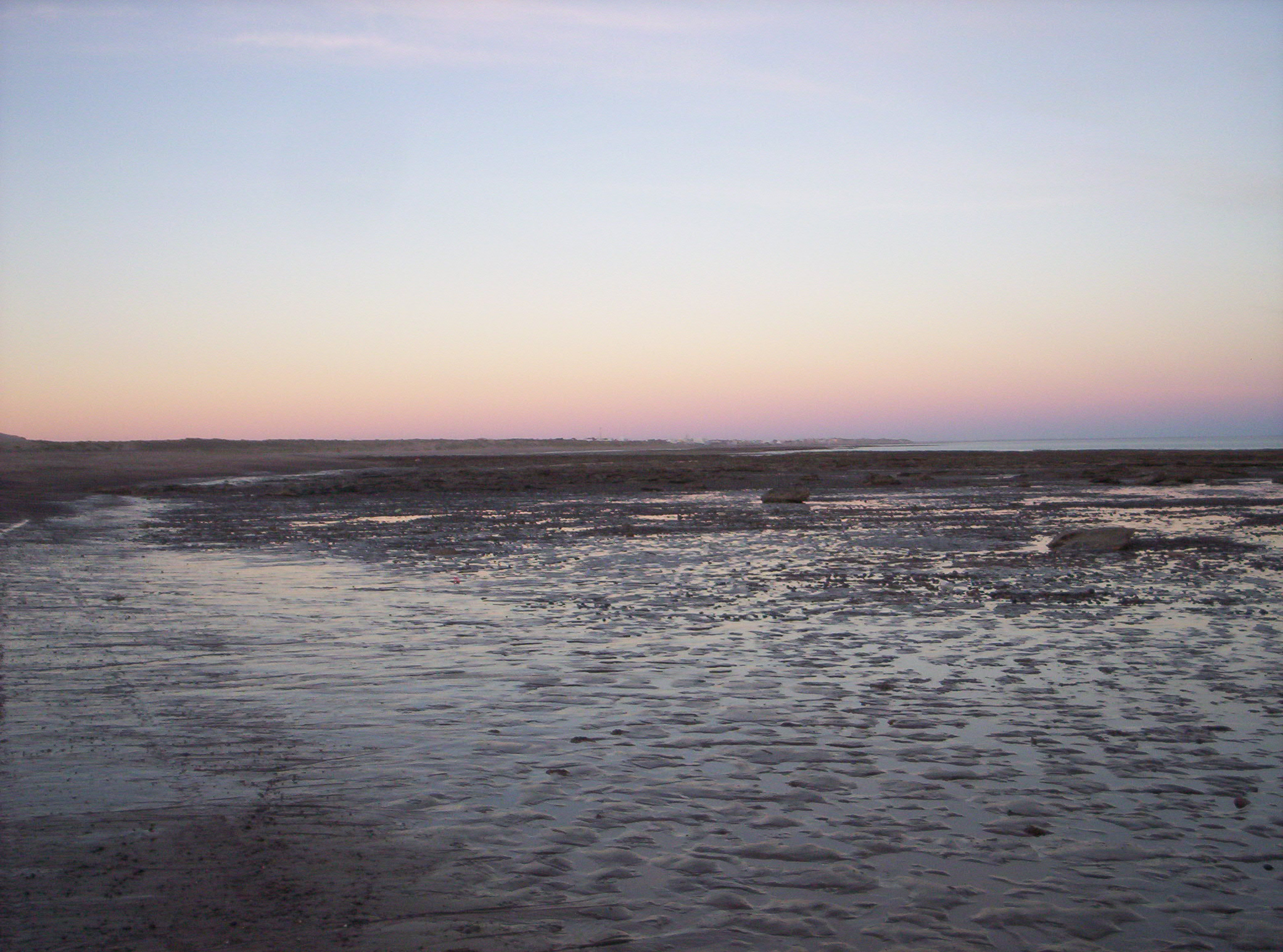
Vista de la villa desde la playa Piedras Coloradas.

Es común para los turistas que provienen de lugares cercanos, como Neuquén o Bariloche, alquilar departamentos. Se pueden encontrar de varias clases.

#### Otras actividades
En el siglo XXI, durante cada verano se están desarrollando nuevas actividades, entre ellas: turismo aventura, deportes de playa, deportes náuticos, excursiones de buceo y bautismo submarino, caminatas, pesca deportiva desde la costa y embarcada, excursiones a Fuerte Argentino y a la antigua área sagrada del Yamnago así como a la depresión bajo el nivel del mar en que se ubica la Salina del Gualicho.
Otras de las actividades de interés masivo que se desarrollan en este balneario es la feria de artesanos sobre la peatonal, en la zona frente a la primera bajada, con más de 100 puestos de las más variadas creaciones.

### Lugares de interés

#### Piedras Coloradas

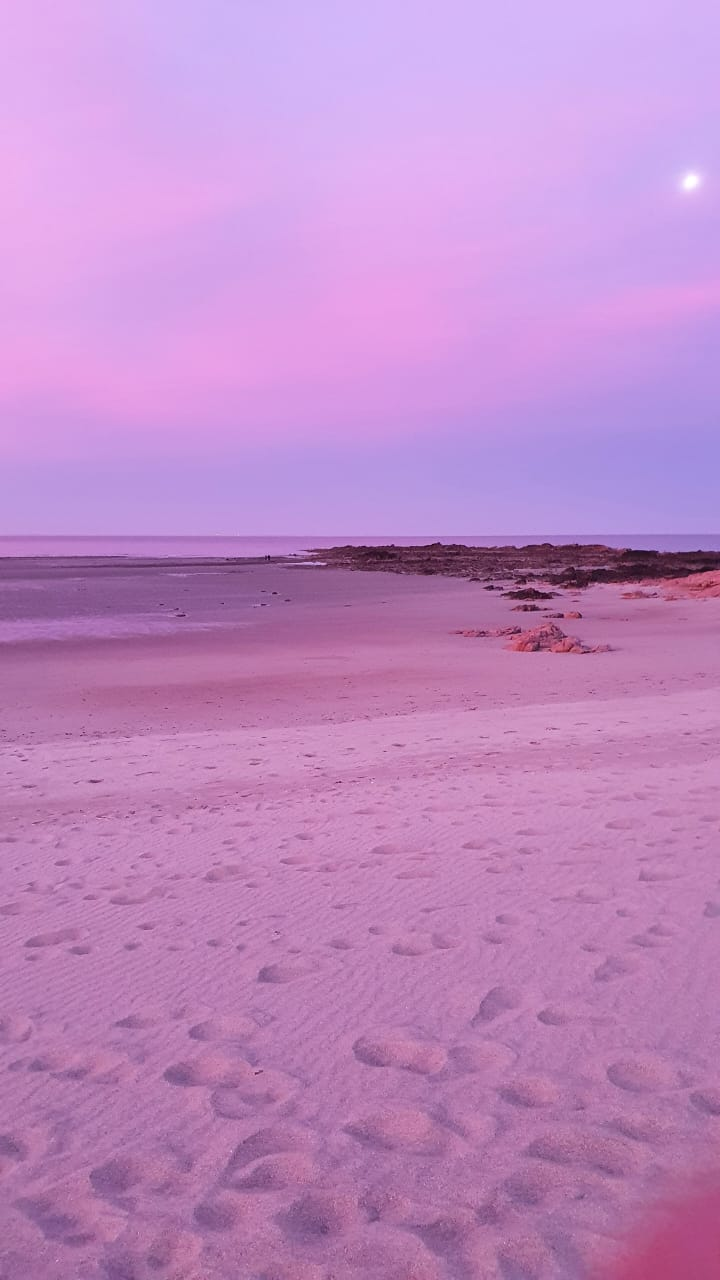
Foto de la playa Piedras Coloradas, Las Grutas

entorno natural ideal para realizar actividades de acercamiento a la naturaleza, pesca de costa, ecoturismo, cabalgatas, etcétera. Con los ingredientes particulares de tranquilidad y privacidad. Aquí afloran formaciones rocosas del período Precámbrico  (500 millones de años), que debido a la presencia de feldespato en su composición les dan un color rojizo, el cual dio origen al nombre.Playa El Buque: a mitad camino entre Piedras Coloradas y El Cañadón de las Ostras, tiene la particularidad de tener arena tanto en marea alta como en baja.

#### Fuerte Argentino
aquí se puede disfrutar de aventuras, safaris fotográficos y ascenso a la meseta con vistas panorámicas.

#### La Rinconada
se encuentra a sólo 1 km de Las Grutas y se puede pescar pejerreyes, sargo argentino  y róbalos desde el acantilado.

#### Las playas de Las Grutas

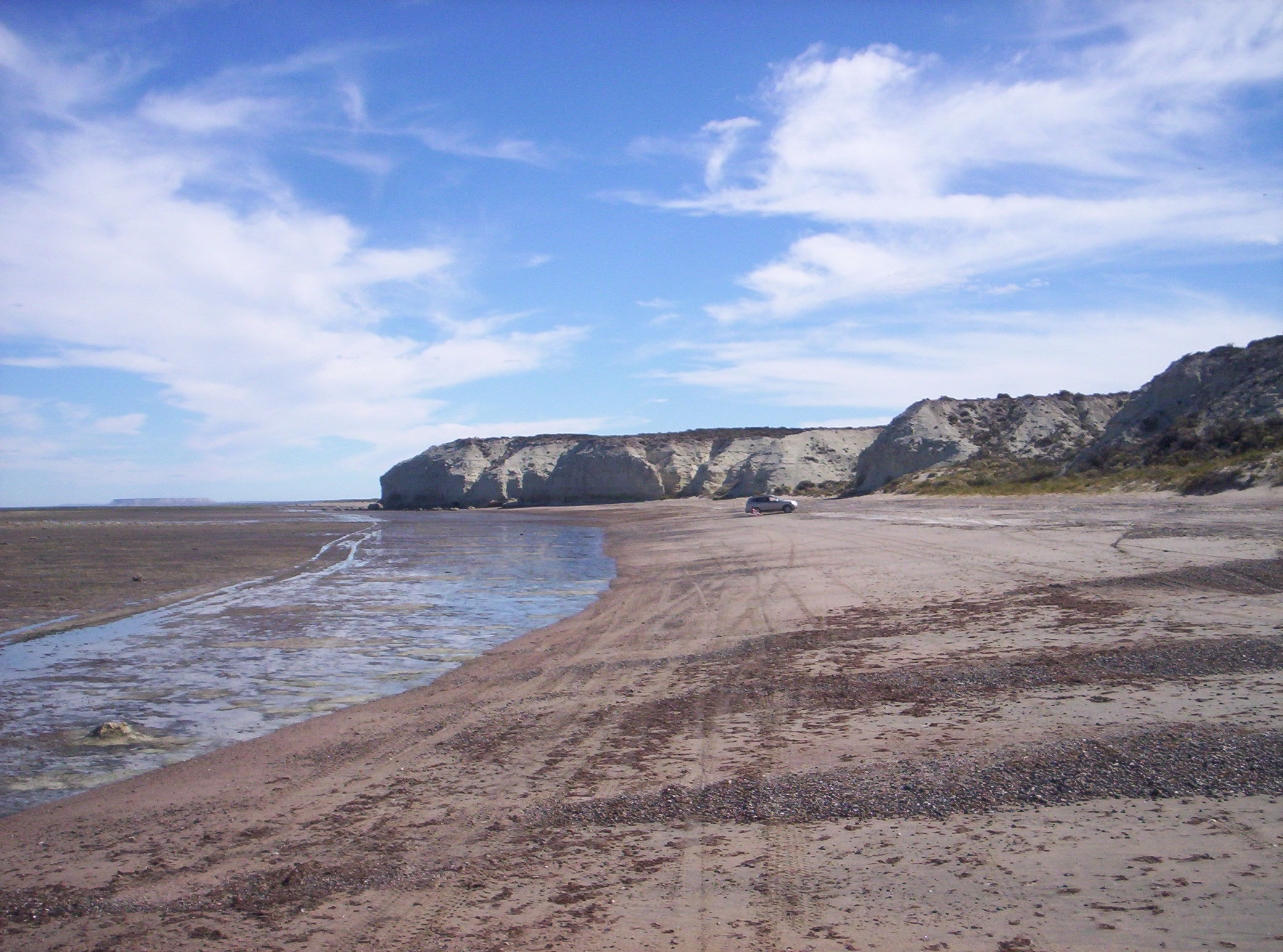
Playa cercana al Cañadón de las Ostras.

debido a la existencia de acantilados, posee nueve bajadas o paradores con servicios de playa, con excelentes y seguros sitios para bañistas de todas las edades. Se disfruta de amplios períodos de luz solar, 11 horas aproximadamente, debido a la orientación de la playa. Los valores destacados por los propios turistas son: la tranquilidad y la seguridad. El turista puede disfrutar en familia y realizar una gran variedad de actividades: deportes de playa, entretenimientos y juegos programados, deportes náuticos, excursiones de buceo y bautismo submarino, caminatas, sociales, pesca deportiva desde la costa y excursiones de pesca embarcada.

#### El Sótano y Cañadón de Las Ostras

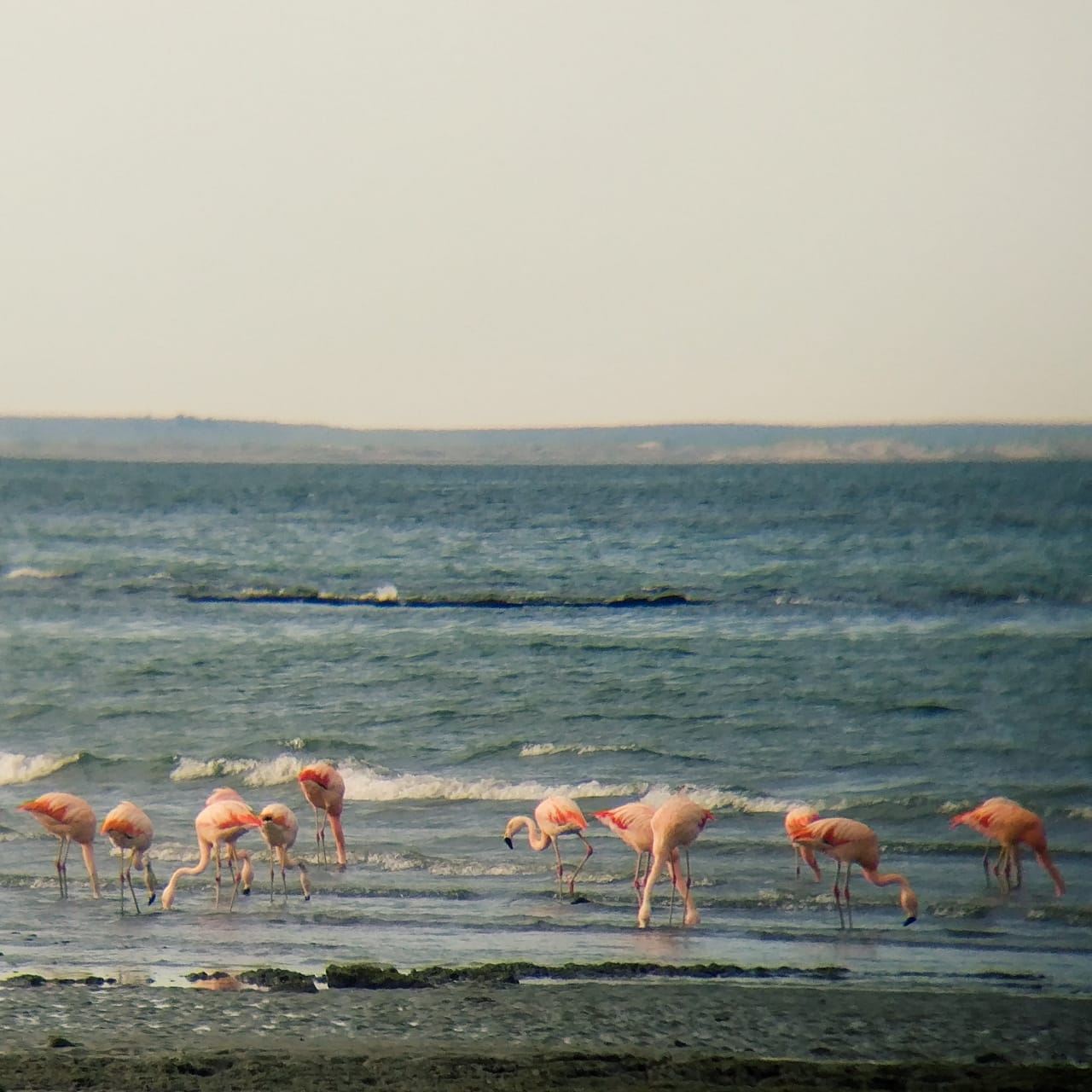
Flamencos en Piedras Coloradas, Balneario Las Grutas, Río Negro. 2020

Lugar ideal para la pesca desde la costa y acercamiento a la naturaleza. Se trata de un yacimiento de fósiles marinos.

## Fauna
La fauna litoral de Las Grutas es un gran atractivo: abundan los leones marinos, lobos marinos, avifauna marina (distintas especies de gaviotas y pingüinos de Magallanes), inmensas bandadas de loros barranqueros que suelen acudir desde sus refugios de los acantilados del Balneario El Cóndor y cetáceos de las familias de ballenas y delfines (incluyendo toninas). Entre la minifauna litoral se encuentran abundantes pulpitos patagónicos con los que se pueden preparar diversos platos, cangrejillos, ostras y, aunque no propiamente comestibles, caballitos de mar de la especie Hippocampus patagonicus.
En los últimos meses del invierno austral e inicios de la primavera (es decir, entre agosto y septiembre), se puede gozar del espectáculo previo al apareamiento de los delfines, la conocida como "danza de los delfines".
A pocos kilómetros al noreste de Las Grutas y también frente a las costas del Mar Argentino se encuentra el Balneario El Cóndor, que es sitio de nidada de millares de loros barranqueros.

## Accesos
El acceso a Las Grutas puede realizarse por:
- Mar: actualmente no está en operaciones.
- Carretera: la Ruta Nacional 3 enlaza con Las Grutas.
- Ferrocarril: el Tren Patagónico tiene la cercana estación San Antonio Oeste.